# Đỗ Quý Toàn
Đỗ Quý Toàn (sinh năm 1939), là một nhà văn, nhà thơ, một huynh trưởng hướng đạo và là giáo viên văn chương ở các trường trung học tại Sài Gòn trước năm 1975. Ông thường được biết tới với bút hiệu Ngô Nhân Dụng và nổi tiếng trong cộng đồng người Việt tại hải ngoại qua các bài bình luận chính trị, kinh tế và văn học trên báo Người Việt.

## Tiểu sử
Năm 1954, ông theo gia đình di cư vào Sài Gòn. Ông là giáo viên văn chương ở các trường Chu Văn An, Nguyễn Du. Ông khởi sự viết văn làm thơ từ năm 1955. Bài viết của ông thường đăng ở các tờ Ngàn Khơi, Văn Nghệ, Sống, Lửa Việt, Tân Dân,... Đỗ Quý Toàn còn là một huynh trưởng hướng đạo Việt Nam, hăng say hoạt động xã hội.
Trong biến cố 30 tháng 4 năm 1975, ông lại di cư, kỳ này sang Montréal, Canada. Sau đó, ông dạy học tại các trường Võ bị Hoàng gia St. Jean, đại học Concordia, đại học McGill, rồi trở thành giáo sư tại đại học Québec tại Montréal (UQAM) về môn tài chánh xí nghiệp. Ông tiếp tục viết cho các báo tiếng Việt ở hải ngoại. Tháng 4-1987, ông cùng các nhà văn Trương Bảo Sơn, Nguyễn Khắc Ngữ đứng ra thành lập Hội Văn Bút Việt Nam tại Canada.
Ông cũng từng giữ chức chủ bút tạp chí Thế Kỷ 21 trong nhiều năm. Ông nổi tiếng ở hải ngoại qua các bài bình luận chính trị, kinh tế, văn học trên báo Người Việt.